# Bajaj Auto
Bajaj Auto (читается «Баджадж Авто») — индийский производитель транспортных средств. Компания базируется в городе Пуна, имеет заводы в Чакане, Аурангабаде и Пантнагаре. Производит и экспортирует мотороллеры (моторикши), мотоциклы, автомобили.
В 2005 году Bajaj Auto была включена в список крупнейших компаний мира Forbes Global 2000 под номером 1946, однако в 2010 году уже была исключена из данного рейтинга.
Владельцем компании является Рахул Баджадж, чьё состояние оценивается в сумму свыше $1,5 млрд.

## История
Компания была создана 29 ноября 1945 года и первоначально называлась M/s Bachraj Trading Corporation Private Limited. Её деятельность заключалась в продаже импортных двух- и трёхколёсных повозок на территории Индии. В 1959 году компания приобрела правительственную лицензию на производство таких повозок. В 1970 году была выпущена 100 000-я повозка, а за один только 1977 год произведено ещё 100 000 единиц транспортной техники. В 1986 году это число составило уже 500 000 единиц. В 1995 году количество произведённых компанией транспортных средств достигло 10 миллионов, а продажи за год составили 1 миллион единиц.
Сегодня продукция Bajaj Auto реализуется в 50 странах мира, и спрос продолжает расти благодаря широкому выбору для потребителей с разными ценовыми запросами.
Некоторое время в структуру компании входила фирма Force Motors (под названием Bajaj Tempo).

### Хронология выпуска новых моделей
- 1960—1970 — Vespa 150 — подлицензионное производство
- 1971 — трёхколёсная повозка
- 1972 — Bajaj Chetak
- 1976 — Bajaj Super
- 1977 — Bajaj Priya
- 1977 — Двигатель для авторикш
- 1981 — Bajaj M-50
- 1986 — Bajaj M-80, Kawasaki Bajaj KB100, Kawasaki Bajaj KB125,
- 1990 — Bajaj Sunny
- 1991 — Kawasaki Bajaj 4S Champion
- 1993 — Bajaj Stride
- 1994 — Bajaj Classic
- 1995 — Bajaj Super Excel
- 1997 — Kawasaki Bajaj Boxer, дизельный двигатель для авторикш
- 1998 — Kawasaki Bajaj Caliber, Bajaj Legend, первый индийский мотороллер с 4-тактным двигателем, Bajaj Spirit
- 2000 — Bajaj Saffire
- 2001 — Kawasaki Eliminator, Bajaj Pulsar
- 2003 — Caliber115, Bajaj Wind 125, Bajaj Pulsar Bajaj Endura FX
- 2004 — Bajaj CT 100, новый Bajaj Chetak с 4-тактным двигателем, Bajaj Discover DTS-i
- 2005 — Bajaj Wave, Bajaj Avenger, Bajaj Discover
- 2006 — Bajaj Platina
- 2007 — Bajaj Pulsar-200, Bajaj Kristal, Bajaj Pulsar 220 DTS-Fi, XCD 125 DTS-Si
- 2008 — Bajaj Discover 135 DTS-i — спортивная модель
- 2009 — Bajaj Pulsar 135[5]
- 2012 — Bajaj Pulsar NS 200, Bajaj Boxer BM 150
- 2017 — Bajaj Pulsar RS 200

## Бюджетный автомобиль

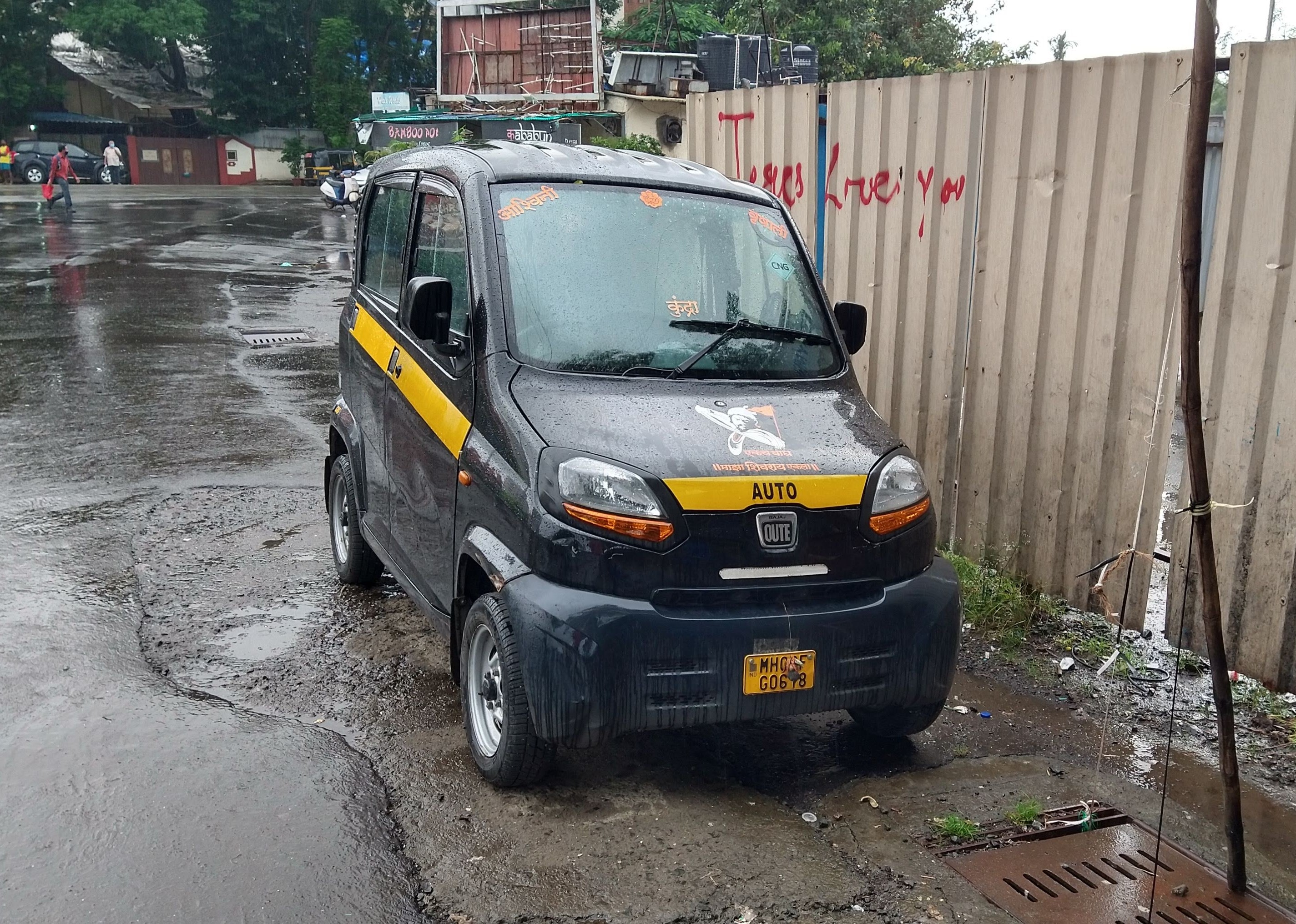
Bajaj Qute

В 2015 году компания Bajaj Auto начала производство бюджетного автомобиля Qute. Модель имеет четырехместный салон, оснащается одноцилиндровым бензиновым двигателем объёмом 217 куб. см (13 л. с.) и пятиступенчатой механической секвентальной коробкой передач. С 2016 года машина официально предлагается на российском рынке, она сертифицирована как квадрицикл.